# Louis Aubry
Henri-Louis Aubry est un peintre, dessinateur et graveur originaire de La Chaux-de-Fonds.

## Biographie
Louis Aubry nait le 16 août 1867 à La Chaux-de-Fonds et meurt le 25 mai 1930 à Chêne-Bougeries. 
Il se forme à la peinture auprès de Barthélemy Menn à Genève, jusqu'en 1889. Il part ensuite à Paris où il étudie à l'Académie Julian.
Il rentre en Suisse pour travailler au Panorama des Alpes bernoises avec Auguste Baud-Bovy. Il s'installe à Berne en 1909, puis à Chêne-Bougeries en 1920.
Il meurt en 1930 après plusieurs années de maladie cardiaque, dans sa demeure de Chêne-Bougeries.

## Œuvres

Louis Aubry, Les Chalets, Meiringen, 1886-1906, huile sur toile, 80,5 x 54 cm, Musée des beaux-arts de La Chaux-de-Fonds

Louis Aubry est un peintre paysagiste. Il participe à plusieurs reprises à l'Exposition nationale suisse et expose ses paysages dans plusieurs villes helvétiques, dont La Chaux-de-Fonds, Neuchâtel, Berne, Vevey et Genève. 
Il collabore avec Auguste Baud-Bovy à la réalisation du Panorama des Alpes bernoises. Ce tableau est son travail le plus réputé, pour lequel il reçoit l'approbation du public. Le panorama est la principale attraction du village suisse de l'Exposition nationale suisse de 1896, à Genève. L'œuvre voyage ensuite dans la plupart des grandes villes d'Europe. C'est Aubry qui suit le tableau pour en superviser le montage et procéder aux retouches nécessaires. Le Panorama des Alpes bernoises est finalement détruit par un ouragan à Dublin. 